# Château de Broglie
Le château de Broglie est une demeure qui se dresse sur le territoire de la commune française de Broglie dans le département de l'Eure, en région Normandie.
Le château est partiellement inscrit au titre des monuments historiques.

## Localisation
Le château est situé, à 300 m à l'ouest de l'église Saint-Martin, sur la commune de Broglie, dans le département français de l'Eure.

## Historique
Le site fut occupé par un premier château fort, qui occupait une terrasse séparée du plateau commandant la vallée de la Charentonne, sous le nom de château de Chambrais que Guillaume le Conquérant confia en 1071 à Henri de Ferrières.
Simon Arnauld, marquis de Pomponne, ministre de Louis XIV, reconstruisit partiellement cet antique château, qui fut acquis, en 1716, par François-Marie de Broglie. En 1742, Louis XV, érigea Chambrais en duché-pairie sous le nom de Broglie qui est resté à la commune.

## Description
Le château actuel avec sa façade de plus de 250 m est dû aux travaux exécutés, après la Révolution par le duc Victor de Broglie et son épouse, née Albertine de Staël.

## Protection
Les façades et toitures du château et des communs, le hall d'entrée, l'escalier avec sa cage et sa rampe, la chapelle, la bibliothèque des Ministres, la bibliothèque de Madame de Stael, le grand salon dit « Salon bleu », avec leur décor sont inscrits aux monuments historiques par arrêté du 25 février 1974.